# Franz Schädler (Skirennläufer)
Franz Schädler (* 8. Oktober 1917 in Triesenberg; † 1. Dezember 2004) war ein liechtensteinischer Skirennläufer.

## Biografie
Bei den Olympischen Winterspielen 1936 in Garmisch-Partenkirchen war Schädler Teil der Olympiamannschaft von Liechtenstein. In der Alpinen Kombination, die die einzige Disziplin im alpinen Skisport war, schied er im zweiten Lauf des Slaloms aus.